# Comuna Crihana, Orhei
Comuna Crihana este o comună din raionul Orhei, Republica Moldova. Este formată din satele Crihana (sat-reședință), Cucuruzenii de Sus și Sirota.

## Demografie
Conform datelor recensământului din 2014, comuna are o populație de 958 de locuitori. La recensământul din 2004 erau 1.361 de locuitori.

## Administrație și politică
Componența Consiliului local Crihana (9 consilieri), ales la 5 noiembrie 2023, este următoarea:
|  | Partid                                            | Consilieri | Componență | Componență | Componență | Componență | Componență |
|  | ------------------------------------------------- | ---------- | ---------- | ---------- | ---------- | ---------- | ---------- |
|  | Partidul Acțiune și Solidaritate                  | 5          |            |            |            |            |            |
|  | Alianța Liberalilor și Democraților pentru Europa | 4          |            |            |            |            |            |